# Mateusz Polski
Mateusz Polski (Białogard, 5 de febrero de 1993) es un deportista polaco que compitió en boxeo.
En los Juegos Europeos de Bakú 2015 obtuvo una medalla de bronce en el peso ligero. Ganó una medalla de bronce en el Campeonato Europeo de Boxeo Aficionado de 2017, en el peso superligero.

## Palmarés internacional
| Juegos Europeos    | Juegos Europeos   | Juegos Europeos   | Juegos Europeos |
| Año                | Lugar             | Medalla           | Categoría       |
| ------------------ | ----------------- | ----------------- | --------------- |
| 2015               | Bakú (Azerbaiyán) | Medalla de bronce | 60 kg           |
| Campeonato Europeo |                   |                   |                 |
| Año                | Lugar             | Medalla           | Categoría       |
| 2017               | Járkov (Ucrania)  | Medalla de bronce | 64 kg           |